# Teorija paleolitske kontinuitete
Teorija paleolitske kontinuitete (TPC ali PCT) je novejša avtohtonistična teorija izvora evropskih narodov in jezikov.

## Nastanek in vsebina TPC
Novejšo tezo o avtohtonosti je utemeljil profesor na univerzi v Utrechtu, Mario Alinei, Italijan, ki je ustanovitelj in direktor revije Quaderni di semantica, predsednik Atlas Linguarum Europae pod pokroviteljstvom UNESCO, predsednik Societé Internationale de Geolinguistique et de Dialectologie. Mario Alinei kot utemeljitelj teorije paleolitske kontinuitete zagovarja tezo, da se selitev narodov v Evropi ni mogla zgoditi tako pozno (med 4. in 6. stoletja n. št.), pač pa naj bi etnični in jezikovni fenomeni v Evropi obstajali delno že od paleolitika. Svojo tezo utemeljuje zlasti s kontinuiteto arheoloških kultur in novejšimi raziskavami genetskega materiala.
Alineijeve trditve so bile v mednarodni strokovni javnosti deležne številnih zavračanj, a tudi odobravanj. Njegovi skupini se je pridružilo še nekaj drugih strokovnjakov: zgodovinarji Marcel Otte, Alexander Häusler in Paolo Galloni, jezikoslovci Franco Cavazza, Xaverio Ballester, Francesco Benozzo, Michel Contini, Gabriele Costa, Jean Le Dû, antropolog Henry Harpending, idr. Zgledujejo se po predhodnih strokovnjakih, kot so Herbert Kühn, Ernst Meyer, Thomas Bürrow, P. Bosch-Gimpera, Vladimir I. Georgiev, Marcello Durante, Cicerone Poghirc, Homer L. Thomas.

## Kritična mnenja o teoriji
Zgodovinopisje danes etnogenezo razlaga kot evolutivni proces in izhaja iz predpostavke, da so etnične in jezikovne identitete nestalni ter kulturno pogojeni fenomeni, ki se v času in prostoru spreminjajo.
Kritiki teorije paleolitske kontinuitete opozarjajo, da genetska kontinuiteta ne pomeni hkrati tudi etnolingvistične kontinuitete, jezikoslovci pa obenem poudarjajo, da jezikov ni možno primerjati brez ustreznega upoštevanja njihovih razvojnih zakonitosti in sprememb, ki se zgodijo v stoletjih.
Jezikoslovna dejstva in ugotovitve arheologije ne pritrjujejo Alienijevim tezam o Slovanih. Primerjalno jezikoslovje razvoj slovanskih jezikov pojasnjuje kot postopno preoblikovanje dela prvotne baltoslovanske jezikovne skupnosti ter pradomovino Slovanov postavlja v območje med srednjim Dnjeprom in Bugom, kjer so ugotovljena najbolj arhaična slovanska rečna imena (Gołąb 1992: 300). Oblikovanje praslovanščine velja za relativno pozen fenomen, ki je največjo enotnost in razvojno dinamiko dosegel v prvi polovici prvega tisočletja n. št. 
Arheologija postopno etnogenezo Slovanov povezuje s kulturami severovzhodne Evrope: od zarubinske, kijevske (ki predstavlja največjo kulturno enotnost Slovanov med 3. in 5. stoletja n. št.) in černjahivske kulture do njihovega naslednika, kompleksa praške, penkivske in koločinske kulture, ki izpričuje preseljevanje Slovanov med 5. in 7. stoletjem n. št.